# Кубед
Кубед (на словенски: Kubed) е село в Словения, Обално-крашки регион, община Копер. Според Националната статистическа служба на Република Словения през 2002 г. селото има 165 жители.